# Sawridge 150G
Sawridge 150G är ett reservat i Kanada.   Det ligger i provinsen Alberta, i den centrala delen av landet, 2 900 km väster om huvudstaden Ottawa. Sawridge 150G ligger vid sjön Muskeg Lake.
I omgivningarna runt Sawridge 150G växer i huvudsak blandskog. Trakten runt Sawridge 150G är nära nog obefolkad, med mindre än två invånare per kvadratkilometer.